# Ala-Pitkä
Ala-Pitkä är en sjö i kommunen Lapinlax i landskapet Norra Savolax i Finland. Sjön ligger 106,3 meter över havet. Den är 9,9 meter djup. Arean är 79 hektar och strandlinjen är 9,51 kilometer lång. Sjön  ingår i Vuoksens huvudavrinningsområde.   Den ligger omkring 35 kilometer norr om Kuopio och omkring 360 kilometer norr om Helsingfors. 
Söder om Ala-Pitkä ligger orten Alapitkä. 